# Монокультура
Монокульту́ра (от лат. mono — один, единственный и лат. cultura — возделывание развитие) — единственная возделываемая на данной пашне сельскохозяйственная культура. 

## Недостатки
При таком возделывании ухудшается качество почвы и наблюдается ее истощение, провоцируется активный рост связанных с возделываемой культурой сорных растений, размножение вредителей и возбудителей болезней. В этой связи предприятия, ведущие интенсивное сельское хозяйство, отказываются от выращивания монокультуры в пользу севооборота. В некоторых случаях также используются смешанные посевы.
Тем не менее, в условиях достаточного и регулярного внесения органических удобрений и минералов в почву, достаточного орошения, своевременной обработке от сорняков и вредителей возможно культивирование монокультуры, например хлопчатника, пшеницы или картофеля.